# Эльц (Лан)
Эльц (нем. Elz) — коммуна (нем. Gemeinde); в Германии, в земле Гессен. Подчиняется административному округу Гиссен. Входит в состав района Лимбург-Вайльбург. Население составляет 7967 человек (на 31 декабря 2010 года). Занимает площадь 16,86 км².
Община подразделяется на 2 сельских округа.